# BlackBerry Z10
BlackBerry Z10 este un smartphone bazat pe ecran tactil dezvoltat de BlackBerry, fosta companie RIM.
BlackBerry a fost prezentat la evenimentul BlackBerry 10 pe 30 ianuarie 2013.

## Construcție
Pe partea dreaptă este rocker-ul de volum și butonul de blocare care au aspect metalic crescând senzația de calitate a materialelor folosite. 
Pe partea stângă porturile Micro USB și Micro HDMI nu au fost acoperite.
Partea din spate are simbolul murei stilizate pe un fundal ce ar trebui să ofere aderență, iar camera și flash-ul au fost poziționate lateral.
În partea de sus se află microfonul secundar, mufa audio de 3.5 mm și butonul de pornire.
Pe spate este camera blițul LED și logo-ul BlackBerry. Logo-ul se află chiar pe partea de sus a emițătorului NFC. Sub capacul bateriei este slotul micro SIM și slotul microSD poate fi schimbat fără înlăturarea bateriei.

## Camera
Camera principală are 8 megapixeli cu focalizarea automată, zoom digital 5x și înregistrare video 1080p. Bliț cu stabilizare continuă, procesor de semnal de imagine dedicat cu frame buffer 64 MB și 4 grade de libertate pentru stabilizare videoclip.
Camera secundară are 2 megapixeli cu focalizare fixă, zoom digital 3x și înregistrare video 720p.

## Ecran
Are un ecran tactil capacitiv de 4.2 țoli cu rezoluția de 1280 x 768 pixeli, densitate 356 PPI și aspect 15:9. 
BlackBerry susține că dimensiunea oferă un echilibru între ușurința utilizării cu o singură mână și un ecran suficient de mare pentru a beneficia din plin de funcțiile sistemului de operare.

## Hardware
Versiunea STL-100-1 are procesor OMAP Texas Instruments 4470 (SoC) dual-core tactat la 1.5 GHz și cip grafic  PowerVR SGX 544.
Versiunea STL-100-2 dispune de Qualcomm Snapdragon S4 Plus (SoC) dual-core tactat la 1.5 GHz și cip grafic Adreno 225 GPU. 
Are 2 GB memorie RAM și spațiul de stocare intern este de 16 GB.

## Variante
| Model    | STL-100-1 (RFG81UW) | STL-100-2 (RFH121LW) | STL-100-3 (RFK121LW & RFF91LW)                                                                                        | STL-100-4 (RFA91LW)                                                 |
| -------- | --- | --- | --- | ------------------------------------------------------------------- |
| Țări     | Nepal, Nigeria, Africa de Sud, Taiwan, Trinidad și Tobago, India, Indonezia, Malaezia, Filipine, Thailanda, Spania, Turcia, Argentina, Chile, Columbia, Venezuela, Arabia Saudita, Emiratele Arabe Unite, El Salvador | Australia, Noua Zeelandă, Hong Kong, Filipine, Singapore, Austria, Belgia, Bulgaria, Cehia, Franța, Germania, Irlanda, Italia, Luxemburg, Olanda, Polonia, Portugalia, Marea Britanie, Brazilia | Canada, Mexic, Statele Unite ale Americii                                                                             | Statele Unite ale Americii                                          |
| 2G       | Quad-band GSM/EDGE (850/900/1800/1900 MHz) | Quad-band GSM/EDGE (850/900/1800/1900 MHz) | Quad-band GSM/EDGE (850/900/1800/1900 MHz)                                                                            | Dual band CDMA (800/1900 MHz)                                       |
| 3G       | Quad-Band HSPA+ 1, 2, 5/6, 8 (850/900/1900/2100 MHz) | Tri band HSPA+ 1, 5/6, 8 (2100/850/900 MHz) | RFK121LW: Quad band HSPA+ 1, 2, 4, 5/6 (850/1700/1900/2100 MHz) RFF91LW: Tri-band HSPA+ 1, 2, 5/6 (850/1900/2100 MHz) | Dual band CDMA（EVDO） (800/1900 MHz) Dual band UMTS (900/2100 MHz) |
| 4G       | N/A | Quad band LTE 3, 7, 8, 20 (1800/2600/900/800 MHz) | Quad band LTE 2, 5, 4, 17 (700/850/1700/1900 MHz)                                                                     | LTE Band-13 (700 MHz)                                               |
| SoC      | Texas Instruments OMAP 4470 | Qualcomm Snapdragon S4 Plus (MSM8960) | Qualcomm Snapdragon S4 Plus (MSM8960)                                                                                 | Qualcomm Snapdragon S4 Plus (MSM8960)                               |
| CPU      | 1.5 GHz dual-core Krait | 1.5 GHz dual-core Krait | 1.5 GHz dual-core Krait                                                                                               |                                                                     |
| GPU      | PowerVR SGX544 + Vivante CGPU | Adreno 225 | Adreno 225 | Adreno 225                                                          |
| Greutate | 135.4 g | 136 g | 136.3 g | 137.5 g                                                             |

## Conectivitate
BlackBerry Z10 funcționează cu o cartelă microSIM pe conexiunea 3G sau 4G. Dispune de un port micro-USB 2.0, o mufă audio de 3.5 mm, iar conectivitatea este asigurată de Wi-Fi 802.11 a/b/g/n, Bluetooth 4.0 cu A2DP și LE. Are NFC, GPS cu A-GPS.

## Software
BlackBerry OS 10 este un sistem de operare care nu are nevoie de butoane hardware sau software, toate interacțiunile fiind bazate pe gesturi. Serviciul de email suportă în continuare ActiveSync și IMAP Idle. 
BlackBerry Messenger a primit suport pentru apeluri video și partajarea ecranului.
Browserul web este bazat pe nucleul WebKit și include suport Adobe Flash.

## Bateria
Bateria Li-Ion are capacitatea de 1800 mAh și poate fi schimbată.